# Eleição presidencial de Timor-Leste de 2012
A eleição presidencial timorense de 2012 foi realizada em duas voltas, em 17 de março e 16 de abril. Foi a 3ª eleição presidencial do país após a independência em 2002. 
O presidente em exercício José Ramos-Horta, que era elegível para um segundo e último mandato como presidente, anunciou que iria procurar a nomeação para ser candidato na eleição. A eleição foi vista como um teste para a "jovem democracia" na tentativa de assumir o controle de sua própria segurança. O ex-comandante militar Taur Matan Ruak venceu o candidato Francisco Guterres na segunda volta.

## Resultados
| Candidato(a)                            | Partido                                 | 1.º turno | 1.º turno | 2.º turno      | 2.º turno      |
| Candidato(a)                            | Partido                                 | Votos     | %         | Votos          | %              |
| --------------------------------------- | --------------------------------------- | --------- | --------- | -------------- | -------------- |
| Taur Matan Ruak                         | Independente                            | 119 462   | 25,71%    | 275 471        | 61,23%         |
| Francisco Guterres                      | FRETILIN                                | 133 635   | 28,76%    | 174 408        | 38,77%         |
| José Ramos-Horta                        | Independente                            | 81 231    | 17,48%    | Não participou | Não participou |
| Fernando de Araújo                      | PD                                      | 80 381    | 17,30%    | Não participou | Não participou |
| Rogério Lobato                          | Independente                            | 16 219    | 3,49%     | Não participou | Não participou |
| José Luís Guterres                      | FM                                      | 9 235     | 1.99%     | Não participou | Não participou |
| Manuel Tilman                           | AHT                                     | 7 226     | 1,56%     | Não participou | Não participou |
| Abílio Araújo                           | PNT                                     | 6 294     | 1,35%     | Não participou | Não participou |
| Lucas da Costa                          | Independente                            | 3 862     | 0,83%     | Não participou | Não participou |
| Francisco Gomes                         | PLPA                                    | 3 531     | 0,76%     | Não participou | Não participou |
| Maria do Céu                            | Independente                            | 1 843     | 0,40%     | Não participou | Não participou |
| Angélita Pires                          | Independente                            | 1 742     | 0,37%     | Não participou | Não participou |
| Total de votos válidos                  | Total de votos válidos                  | 464 661   | 94,84%    | 449 879        | 98,08%         |
| Votos inválidos/em branco               | Votos inválidos/em branco               | 25 272    | 5,16%     | 8 824          | 1,92%          |
| Total de votos                          | Total de votos                          | 489 933   | 100,00%   | 458 703        | 100,00%        |
|                                         |                                         |           |           |                |                |
| Eleitores registados/afluência às urnas | Eleitores registados/afluência às urnas | 627 295   | 78,10%    | 627 295        | 73,12%         |
| Fonte:IFES                              |                                         |           |           |                |                |